# 2400 Derevskaya
2400 Derevskaya је астероид главног астероидног појаса са средњом удаљеношћу од Сунца која износи 3,001 астрономских јединица (АЈ).
Апсолутна магнитуда астероида је 11,9.